# All That
All That is een Amerikaanse televisieserie die te zien was op het Amerikaanse zender Nickelodeon. In de serie waren veel sketches en muziekstukken te zien, met elke week een andere gast of andere gasten. Het openingsnummer en afsluitende nummer werd gezongen door de band TLC. De opnames tot het derde seizoen werden gemaakt in de, nu failliete, Nickelodeon Studios in Universal Orlando, maar verhuisde hierna naar Hollywood, naar het Nickelodeon on Sunset theater (hernoemd van het Aquarius Theatre). De première van All That was op 16 april 1994 en eindigde op 22 oktober 2005. De serie werd verkocht aan televisiezenders in Engeland, Australië en Canada.

## Prijzen en nominaties
| Prijs                     | Resultaat   | Opmerking                                                 |
| ------------------------- | ----------- | --------------------------------------------------------- |
| 1997 Kids' Choice Awards: |             |                                                           |
| Favoriete tv-show         | Genomineerd |                                                           |
| 1998 Kids' Choice Awards: |             |                                                           |
| Favoriete tv-acteur       | Genomineerd | Kenan Thompson & Kel Mitchell- "All That" / "Kenan & Kel" |
| 1999 Kids' Choice Awards: |             |                                                           |
| Favoriete tv-show         | Gewonnen    |                                                           |
| Favoriete tv-acteur       | Gewonnen    | Kel Mitchell- "All That" / "Kenan & Kel"                  |
| 2000 Kids' Choice Awards: |             |                                                           |
| Favoriete tv-show         | Gewonnen    |                                                           |
| Favoriete tv-acteur       | Gewonnen    | Kenan Thompson- "All That"                                |
| Favoriete tv-actrice      | Gewonnen    | Amanda Bynes- "All That" / "The Amanda Show"              |
| 2001 Kids' Choice Awards: |             |                                                           |
| Favoriete tv-acteur       | Gewonnen    | Nick Cannon- "All That"                                   |
| 2002 Kids' Choice Awards: |             |                                                           |
| Favoriete tv-show         | Genomineerd |                                                           |
| 2003 Kids' Choice Awards: |             |                                                           |
| Favoriete filmactrice     | Gewonnen    | Amanda Bynes- "Big Fat Liar"                              |
| Favoriete tv-actrice      | Gewonnen    | Amanda Bynes- "The Amanda Show" / "All That"              |
| 2004 Kids' Choice Awards: |             |                                                           |
| Favoriete filmactrice     | Gewonnen    | Amanda Bynes                                              |
| Favoriete tv-show         | Gewonnen    |                                                           |